# Vorktandzwemwormpje
Het vorktandzwemwormpje (Nais elinguis) is een ringworm uit de familie van de Naididae. Hij komt voor in bra en zoet water, maar ook in beken. De wetenschappelijke naam van de soort werd in 1774 voor het eerst geldig gepubliceerd door Otto Friedrich Müller.

## Kenmerken
Het vorktandzwemwormpje heeft de volgende kenmerken:
- dorsale bundels in segment 2 t/m 5 ontbreken
- vanaf segment 6 met 2-3 haren en 2-3 dubbelpuntige naalden waarvan de tanden relatief lang zijn
- alle ventrale borstels (meestal 4-5) dubbelpuntig en met een duidelijke langere distale tand

De kop is af en toe voorzien van oogpigment. De lengte bedraagt 2,2 tot 12 mm en zwemt met zijwaartse bewegingen.

## Verspreiding
Het vorktandzwemworpje is een wereldwijde soort die voorkomt in brakke wateren en ondiepe meren, kanalen; ze kunnen ook verwacht worden in het intergetijdengebied op moddervlaktes.
Deze soort kan overvloedig aanwezig zijn op organisch verrijkte locaties.